# Франциск зі Львова
Франциск зі Львова (†26 квітня 1536) — католицький церковний діяч, єпископ Київський у 1534—1536 роках. Ймовірно, походив із львівського міщанського роду. У 1494 році вступив до Краківського університету, де здобув ступінь доктора церковного права.
Служив каноніком львівським (за деякими джерелами — луцьким), був секретарем короля Сигізмунда I Старого. Існує припущення, що його кандидатуру на Київське єпископство підтримала королева Бона.
Папа Климент VII надав Францискові провізію 11 лютого 1534 року, дозволивши зберегти канонікат і звільнивши його від аннат. Єпископство Київське на той час було фактично позбавлене доходів через прикордонне розташування та напади ворогів.
Франциск, ймовірно, не встиг розпочати управління дієцезією. Помер 26 квітня 1536 року, ймовірно, у місцевості, названій у джерелах як «Vchowo», яка не ідентифікована.
Після його смерті Київське єпископство залишалося вакантним до 1546 року, коли папську провізію отримав Ян Андрушевич.